# Барбара Фришмут
Барбара Фришмут (на немски: Barbara Frischmuth) е австрийска белетристка (романи, разкази, книги за деца), драматуржка, преводачка, родена в Алтаусзе, провинция Щирия.

## Биография
Барбара Фришмут е родена на 5 юли 1941 г. в Северна Австрия, която тогава е част от германския Трети райх. Детството си прекарва в Алтаусзе, учи в гимназията в Гмунден и завършва обучението си в гимназията „Песталоци“ в Грац.
От есента на 1959 г. Барбара Фришмут изучава в Грацкия университет турски, английски, а по-късно и унгарски език. Спечелва стипендия, с която през 1960/61 г. следва в турския университет „Ататюрк“ в Ерзурум.
През 1964 г. Фришмут отива във Виена, където започва да следва тюркология, иранистика и ислямистика. През 1966 г. прекъсва следването си, за да се отдаде професионално на писателска и преводаческа дейност.
Още през студентските години Барбара Фришмут публикува стихотворения и през 1962 г. се присъединява към литературното сдружение „Грацка група“, чиито по-видни членове са Петер Хандке, Елфриде Йелинек и Михаел Шаранг. По-късно участва в литературни четения в германската „Група 47“.
Барбара Фришмут предприема много пътувания в Турция, Унгария, Египет, Англия, Китай, Япония и САЩ, изнася лекции в университети в Охайо и Сент Луис.
Днес Барбара Фришмут живее като писателка и преводачка на свободна практика в Алтаусзе. Там се намира и нейната градина, на която е посветила три книги с разкази.

## По-важни творби
Барбара Фришмут пише в различни литературни жанрове. Най-значимите ѝ произведения са „Манастирското училище“ (роман, 1968), „Изчезването на сянката при слънце“ (роман, 1973), трилогията „Мистификациите на Софи Зилбер“ (1976), „Ами или метаморфозата“ (роман, 1978), „Кай и любовта към моделите“ (1979), трилогията „Господарката на животните“ (1986), „За отношенията“ (роман, 1987), „Дете един на друг“ (роман, 1990), „Вещерско сърце“ (разкази, 1994), „Ръкопис на приятел“ (роман, 1998), „Петолистник и самодивска ръкавица. Литературен градински дневник“ (1999) и „Тайнственото и нетайнственото“, (три речи, 1999). Автор е на множество детски книги (последно „Алиса в Страната на чудесата“ по Луис Карол, 2000), на радио- и телевизионни пиеси.

### Романи и разкази
- Die Klosterschule, 1968
- Geschichten für Stanek, 1969
- Tage und Jahre. Sätze zur Situation, 1971
- Das Verschwinden des Schattens in der Sonne, 1973
  - Изчезване на сянката при слънце, изд. Народна култура, 1984
- Rückkehr zum vorläufigen Ausgangspunkt, 1973
- Haschen nach Wind, Erzählungen, 1974
- Die Mystifikationen der Sophie Silber, Roman, 1976
- Amy oder Die Metamorphose, Roman, 1978
- Entzug – ein Menetekel der zärtlichsten Art, 1979
- Kai und die Liebe zu den Modellen, 1979
- Bindungen, Erzählungen, 1980
- Die Ferienfamilie, Roman, 1981
- Landschaft für Engel, 1981
- Die Frau im Mond, Roman, 1982
- Vom Leben des Pierrot, Erzählungen, 1982
- Traumgrenze, Erzählungen, 1983
- Kopftänzer, Roman, 1984
- Herrin der Tiere, Erzählung, 1986
- Über die Verhältnisse, Roman, 1987
- Mörderische Märchen, Erzählungen, 1989
- Einander Kind, Roman, 1990
- Mister Rosa oder Die Schwierigkeit, kein Zwerg zu sein, Spiel für einen Schauspieler, 1991
- Traum der Literatur – Literatur des Traums, 1991
- Wassermänner. Lesestücke aus Seen, Wüsten und Wohnzimmern, 1991
- Hexenherz, 1994
- Die Schrift des Freundes, 1998
- Fingerkraut und Feenhandschuh. Ein literarisches Gartentagebuch, 1999
- Schamanenbaum, Gedichte, 2001
- Die Entschlüsselung, Roman, 2001
- Löwenmaul und Irisschwert. Gartengeschichten, 2003
- Der Sommer, in dem Anna verschwunden war, 2004
- Marder, Rose, Fink und Laus. Meine Garten-WG, 2007
- Vergiss Ägypten, Ein Reiseroman, 2008
- Die Kuh, der Bock, seine Geiss und ihr Liebhaber. Tiere im Hausgebrauch, 2010
- Woher wir kommen, 2012

### Повести за деца и юноши
- Amoralische Kinderklapper, 1969
- Der Pluderich, 1969
- Philomena Mückenschnabel, 1970
- Polsterer, 1970
- Die Prinzessin in der Zwirnspule und andere Puppenspiele für Kinder, 1972
- Ida – und Ob, 1972
- Grizzly Dickbauch und Frau Nuffl, 1975
- Der liebe Augustin, 1981
- Die Ferienfamilie, 1981
- Biberzahn und der Khan der Wind, 1990
- Sommersee, 1991
- Machtnix oder Der Lauf, den die Welt nahm. Eine Bildergeschichte, 1993
- Gutenachtgeschichte für Maria Carolina 1994
- Vom Mädchen, das übers Wasser ging, 1996
- Donna & Dario, 1997
- Die Geschichte vom Stainzer Kürbiskern, 2000
- Alice im Wunderland, 2000

### Театрални пиеси
- Der grasgrüne Steinfresser, 1973
- Die Prinzessin in der Zwirnspule, 1976
- Daphne und lo oder Am Rande der wirklichen Welt, 1982
- Mister Rosa oder Die Schwierigkeit, kein Zwerg zu sein, Groteske, 1989
- Anstandslos. Eine Art Posse, 1994
- Eine kurze Geschichte der Menschheit, 1994
- Lilys Zustandekommen, Monolog, 2002
- Rabenmutter, Melodrama, 1989

### Радиодрама
- Die Mauskoth und die Kuttlerin, 1970
- Die unbekannte Hand, 1970
- Löffelweise Mond, 1971
- Ich möchte, ich möchte die Welt, 1977
- Die Mondfrau, 1979
- Biberzahn und der Khan der Winde, 1986
- Binnengespräche, 1986
- Tingeltangel oder Bin ich noch am Leben?, 1988
- Mister Rosa oder Die Schwierigkeit, kein Zwerg zu sein, 1990
- Die Mozart hörende Hanako und ihre fünf Kätzchen, 1991
- Anstandslos, 1992
- Der grasgrüne Steinfresser, 1993
- Eine Liebe in Erzurum, 1994
- Miss Potter hat es sich anders überlegt, 1996
- Genesis, 1997.
- Vier Verse für einen Mantel oder die Verwandlung des Abu Seid von Serug, 1997

## Награди и отличия
- 1970: Staatsstipendium des Bundesministeriums für Unterricht und Kunst für Literatur
- 1972: Österreichischer Kinder- und Jugendbuchpreis des Bundesministeriums für Unterricht und Kunst für Kinderbücher
- 1973: „Награда Антон Вилдганс“
- 1973: „Литературна награда на провинция Щирия“
- 1975: Förderungspreis der Stadt Wien für Literatur
- 1976: „Writer in residence“ des Oberlin College in Ohio
- 1978: Dramatikerstipendium des Bundesministeriums für Unterricht und Kunst
- 1979: „Литературна награда на Виена“
- 1980: Buchprämie des Bundesministeriums für Unterricht und Kunst
- 1983: „Награда Ида Демел“
- 1986: Buchprämie des Bundesministeriums für Unterricht und Kunst
- 1987: „Австрийска награда за художествена литература“
- 1988: „Награда „манускрипте““
- 1990: Szlabbezs-Preis des Internationalen Hörspielzentrums Unterrabnitz
- 1995: „Австрийска награда за детско-юношеска книга“ за Gutenachtgeschichte für Maria Carolina
- 1999: „Награда Франц Набл“
- 2003: Josef-Krainer-Preis
- 2005: „Почетна награда на австрийските книгоиздатели за толерантност в мислите и действията“
- 2013: Österreichisches Ehrenzeichen für Wissenschaft und Kunst